# Brit Awards 2001
21 ceremonia rozdania BRIT Awards, prestiżowych nagród wręczanych przez Brytyjski Przemysł Fonograficzny odbyła się 26 lutego 2001 roku. Wydarzenie to miało miejsce po raz czwarty w Earls Court w Londynie w Wielkiej Brytanii.

## Nominacje i zwycięzcy
| Brytyjski album roku | Utwór roku |
| --- | --- |
| - Coldplay – Parachutes - Radiohead – Kid A - Robbie Williams – Sing When You’re Winning - Craig David – Born to Do It - David Gray – Lost Songs | - Robbie Williams – "Rock DJ" - All Saints – "Pure Shores" - Coldplay – "Yellow" - Craig David – "7 Days" - David Gray – "Babylon" - Moloko – "The Time Is Now" - Sonique – "It Feels So Good" - Spiller – "Groovejet (If This Ain’t Love)" - Sugababes – "Overload" - Toploader – "Dancing in the Moonlight" |
| Najlepszy brytyjski artysta | Najlepsza brytyjska artystka |
| - Robbie Williams - Badly Drawn Boy - Fatboy Slim - David Gray - Craig David                                                                     | - Sonique - Dido - Jamelia - Sade - PJ Harvey |
| Najlepsza brytyjska grupa | Najlepszy nowy wykonawca |
| - Coldplay - Moloko - Radiohead - Toploader - All Saints                                                                                         | - A1 - Artful Dodger - Coldplay - Craig David - Toploader |
| Najlepszy artysta międzynarodowy | Najlepsza artystka międzynarodowa |
| - Eminem - Ricky Martin - Wyclef Jean - Ronan Keating - Sisqo                                                                                    | - Madonna - Pink - Kylie Minogue - Jill Scott - Britney Spears |
| Najlepszy zespół międzynarodowy | Najlepszy nowy wykonawca międzynarodowy |
| - U2 - Santana - Westlife - Savage Garden - The Corrs                                                                                            | - Kelis - Pink - Westlife - Jill Scott - Lene Marlin |
| Najlepszy wykonawca muzyki pop | |
| - Westlife - Britney Spears (Stany Zjednoczone) - Ronan Keating - S Club 7 - Steps                                                               | |